# Enrique Hong Chong
Enrique Hong Chong (Tampico, Tamaulipas, 11 de junio de 1938) es un médico cirujano, catedrático, investigador y académico mexicano. Se ha especializado en Farmacología.

## Estudios y docencia
Cursó la licenciatura en medicina en la Universidad Nacional Autónoma de México (UNAM) obteniendo el título de médico cirujano en 1960. Obtuvo un doctorado en Ciencias en el Centro de Investigación y de Estudios Avanzados del Instituto Politécnico Nacional (Cinvestav) en 1984. 
Ha impartido clases en la Facultad de Medicina de la UNAM y en el Departamento de Farmacobiología y Toxicología del Cinvestav.

## Investigador y académico
De 1960 a 1961 fue investigador en la Facultad de Medicina de la UNAM y de 1963 a 1982 en el Instituto Miles de Terapéutica Experimental. Fue jefe de sección de Terapéutica Experimental del Cinvestav de 1982 a 1990. La mayor parte de sus investigaciones se han centrado en el campo de la farmacología cardiovascular y autonómica. Ha incursionado en el estudio de las prostaglandinas, en la relación entre los receptores serotonérgicos y la farmacología conductual, y en la farmacocinética. 
Es investigador nivel III del Sistema Nacional de Investigadores (SIN) y miembro del Consejo Consultivo de Ciencias de la Presidencia de la República. Ha sido miembro del Instituto de Estudios Biomédicos, del Instituto de Neurobiología, de la Academia Nacional de Medicina y de la Academia Mexicana de Ciencias. Fue presidente de la Asociación Mexicana de Farmacología, de la Western Pharmacology Society y de la Sociedad de Hipertensión Arterial de México. Representó a México ante la International Union of Pharmacology de 1976 a 1994. Posee seis patentes internacionales.

## Obras publicadas
Ha publicado más de ciento cincuenta artículos en revistas especializadas y ha sido citado en más de mil quinientas ocasiones. Asimismo, ha escrito dieciséis capítulos para libros científicos y doce para libros de difusión. Entre algunos de sus títulos publicados se encuentran:

- “Role of alpha adrenoceptors and nitric oxide on cardiovascular responses in acute and chronic hipertensión”, coautor, en 2011.
- “Effect of losartan on vascular function in fructosa-fed rats: The role of perivascular adipose tissue”, coautor, en 2010.
- “The protective action of amlodipine on cardiac negative inotropism induced by lipopolysaccharide in rats”, coautor, en 2007.
- “ Interval bisection in spontaneously hypertensive rats”, coautor, en 2007.
- “Indorenate improves motor function in rats with chronic spinal cord injury”, coautor, en 2007.

## Premios y distinciones
- Premio Mexicano de Tecnología “Ixta” en 1986.
- Premio Nacional de Ciencias y Artes en el área de Tecnología y Diseño en 1987.
- Premio “Martín de la Cruz” en 1996.
- Investigador Emérito por el Sistema Nacional de Investigadores del Consejo Nacional de Ciencia y Tecnología desde 2000.
- Homenaje en el XXXII Congreso Nacional de Farmacología en 2009.[4]